# ComputerSalg
ComputerSalg eller officielt CS-Online A/S er en dansk netbutik, som forhandler IT- og elektronikprodukter, samt flere andre produkter. Virksomheden har hovedkvarter og 10.000 m2 lager i Ringsted. Computersalg.dk begyndte med internetsalg af computere, software og hardware i 1999, mens selskabet og den fysiske butik blev etableret i 1997. I dag har de webshops i Danmark, Sverige, Norge, Finland, Tyskland og Færøerne. De har 1,4 mio. varenumre og afsender årligt 1 mio. ordrer. I 2023 havde CS-Online en samlet omsætning på 893 mio. kroner. De har ca. 90 ansatte (2023). CS-Online ejes af Kim Rand og Jens Thøgersen.